# Your Friends & Neighbors
Your Friends & Neighbors es una película estadounidense de 1998 dirigida y escrita por Neil LaBute. Fue protagonizada por Amy Brenneman, Aaron Eckhart, Catherine Keener, Nastassja Kinski, Jason Patric y Ben Stiller. Los nombres de los personajes no son mencionados durante la película y sólo aparecen en la secuencia de créditos.

## Argumento
Jerry (Ben Stiller) es un egocéntrico profesor de teatro que está casado con Terri (Catherine Keener), una escritora que se siente alienada en el matrimonio y poco satisfecha con sus habilidades amorosas. Jerry y Terry tienen una cena con Mary (Amy Brenneman), una escritora amiga de Terri, y su esposo Barry (Aaron Eckhart), un ejecutivo que no sabe lo infeliz que su esposa es. Durante la cena, Mary habla sobre sus planes de escribir una columna en un periódico sobre los problemas de pareja, aunque Barry cree que ese tipo de problemas deberían ser privados. Después de la cena, Jerry coquetea con Mary y la invita a una cita. Mary, debido a su frustración con Barry, acepta la propuesta.
Al día siguiente, Terri va a una galería de arte, en donde conoce a Cheri (Nastassja Kinski), una lesbiana con la que empieza un romance. Terri se siente satisfecha con sus relaciones sexuales con Cheri y disfruta del silencio a diferencia del sexo bullicioso de Jerry.
Mientras tanto, Cary (Jason Patric) es un doctor y un amigo de Barry. Él seduce mujeres jóvenes y vulnerables con las que tiene sexo, sólo para después abandonarlas para poder verlas llorando. Cary sabe que la relación entre Barry y Mary no anda bien, por lo que trata de persuadirlo de abandonarla para que siga un estilo de vida similar al suyo. Sin embargo, Barry cree que su matrimonio puede ser salvado.
Jerry y Mary se reúnen en un hotel local. Sin embargo, todo resulta en un desastre, ya que Jerry no puede lograr una erección y culpa a Mary de hacerlo impotente. Enojada y ofendida por la acusación, Mary termina el "amorío" y regresa a su vida miserable con Barry. Varios días después, Barry la lleva al mismo hotel para tratar de revivir la pasión en el matrimonio. Barry no entiende la actitud de su esposa y comienza a creer que él puede ser la causa de su tristeza.
Jerry, Barry y Cary van juntos un gimnasio a ejercitarse y, cuando van al sauna, Cary trata de convencerlos de que cuenten sus mejores experiencias sexuales. Barry confiesa que él sólo se siente satisfecho consigo mismo. Cary dice que su mejor experiencia sexual fue cuando él y un grupo de amigos sodomizaron a un compañero de escuela. A pesar de la crudeza de la historia, Barry y Jerry se muestran fascinados. Jerry se rehúsa a revelar su mejor experiencia sexual, pero cuando lo siguen presionando dice que fue con la esposa de Barry.
Posteriormente, Barry confronta a Mary sobre su amorío con Jerry, al mismo tiempo que Terri descubre accidentalmente sobre la infidelidad de Jerry. Tanto Mary como Jerry no muestran remordimiento alguno y expresan su insatisfacción. Terri revela que ha mantenido un romance con Cheri, por lo que Jerry la va a confrontar en la galería de arte en la que trabaja. Cheri no se arrepiente por haber interferido en el matrimonio de la pareja y le dice a Jerry que Terri merece alguien mejor que él.
Las dos parejas se separan. Terri se muda con Cheri, aunque la relación empieza a decaer. Jerry continúa con su estilo de vida seduciendo a sus estudiantes. Mary se muda con Cary después que él la seduce con sus encantos. Unos meses después, Mary queda embarazada y, cuando se lo dice a Cary, él la recrimina por haberle hecho eso. Mary se da cuenta de que es mucho menos feliz en su nueva relación que cuando estaba con su esposo.

## Reparto
- Amy Brenneman - Mary
- Aaron Eckhart - Barry
- Catherine Keener - Terri
- Nastassja Kinski - Cheri
- Jason Patric - Cary
- Ben Stiller - Jerry
- Lola Glaudini - Estudiante de Jerry

## Recepción
La película recibió críticas generalmente positivas. Rotten Tomatoes reportó que 76% de los críticos le dieron reseñas positivas al filme, basado en 55 críticas con un puntaje promedio de 7/10. Metacritic reportó un puntaje de 70 de 100 basado en 27 críticas.
Jason Patrick ganó el Premio de la Las Vegas Film Critics Society al mejor actor de reparto en 1998 por su actuación en esta película. También estuvo nominado en la categoría de mejor actor de reparto en los Premios Satellite de 1998.